# AGM-158 JASSM

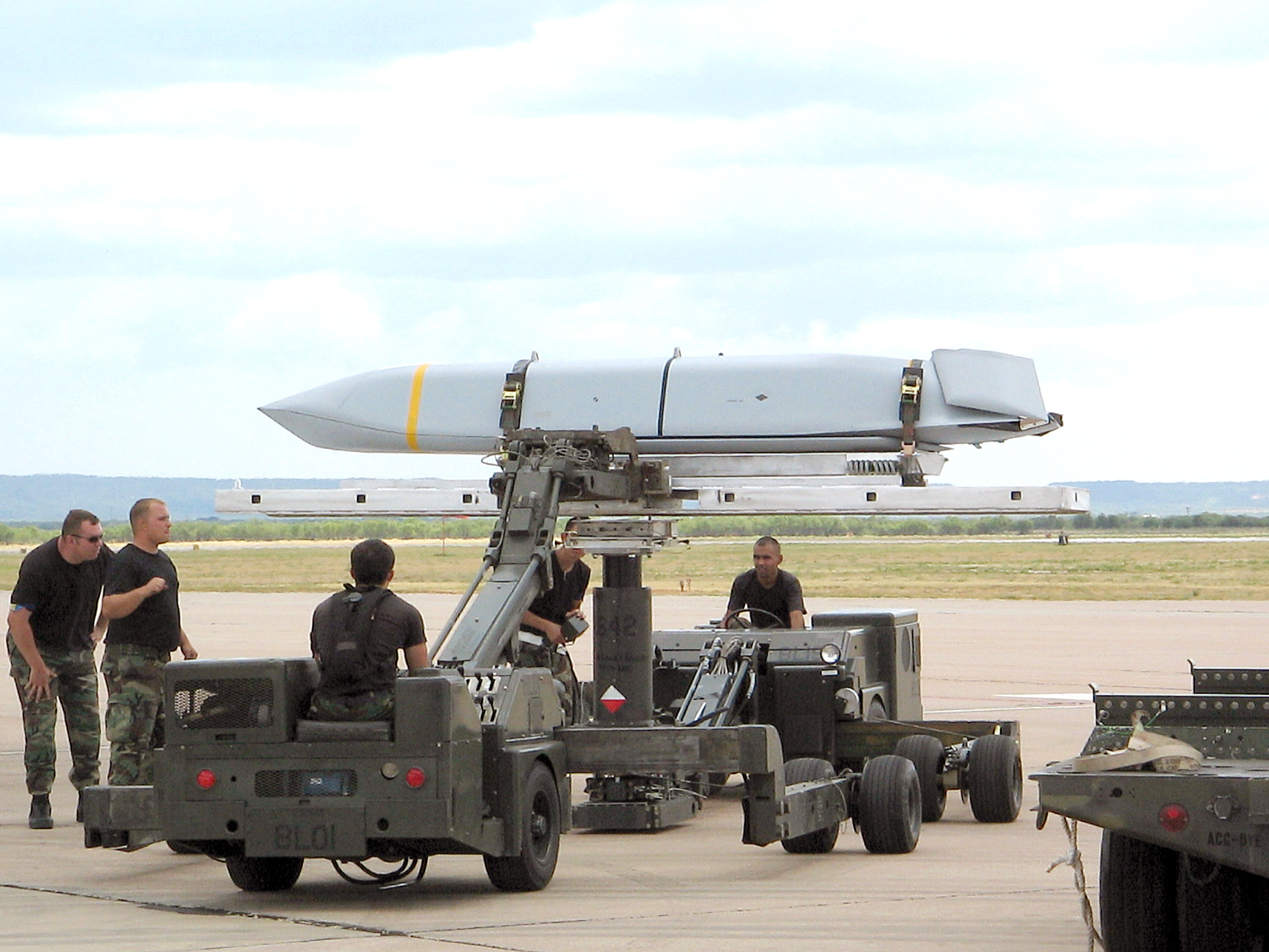
AGM-158 JASSM. Характерная «карандашная» форма головной части КР связана с требованиями по характеристикам малой заметности изделия

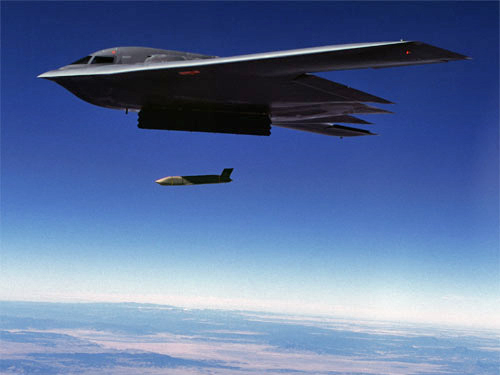
Запуск с бомбардировщика B-2

AGM-158 JASSM ([ʤæzm] «Джазм» сокр. англ. Joint Air-to-Surface Standoff Missile) — американская высокоточная крылатая ракета класса «воздух — поверхность», разработанная корпорацией Lockheed Martin. Предназначена для поражения важных, высокозащищённых стационарных и перемещаемых целей (квазистационарных), в любых метеоусловиях и в любое время суток, с дистанций вне зоны действия средств ПВО противника.
Создана с использованием технологий малой радиолокационной заметности. На ракете установлен турбореактивный двигатель. В составе системы наведения, наряду с инерциальной системой управления с коррекцией от приёмника сигналов спутниковой системы GPS с высокой степенью радиоэлектронной защиты, используется современная инфракрасная головка самонаведения (работает на конечном участке полёта), установлена система автономного распознавания целей.
По состоянию на 2012 год JASSM интегрирована в состав вооружения следующих носителей: бомбардировщики B-1, B-2 и B-52H, F-16 и F/A-18. Работы по интеграции с F-15E ведутся, на дальнейшую перспективу планируется интеграция с F-35.
Производственная стоимость: $0,85 млн. Общая стоимость программы: более $3,5 млрд.

## История
Программа JASSM (англ. Joint Air-to-Surface Standoff Missile, буквально общевойсковая ракета класса «воздух-поверхность» запускаемая вне зоны поражения ПВО) стартовала в 1995 году последовав за прекращённой, из-за высокой стоимости, AGM-137 TSSAM (англ. Tri-Service Standoff Attack Missile). Целью разработки была малозаметная высокоточная ракета большой дальности, обеспечивающая возможность применения носителем без захода в зону поражения ПВО противника и имеющая значительно сниженную относительно TSSAM стоимость.
В июне 1996 года, двум компаниям Локхид-Мартин и Макдоннел Дуглас (сейчас Боинг), были выданы контракты на этап предварительной проработки концепции и отдельных элементов ракеты и определения путей снижения риска при её создании (PDRR — англ. Program Definition and Risk Reduction) рассчитанный на 24 месяца. Одновременно, двум конкурирующим разработкам были присвоены индексы AGM-158A и AGM-159A, соответственно.
В апреле 1998 года Локхид-Мартин выиграла контракт на этап EMD проектирования и промышленной разработки JASSM.
Заявка на патент была подана 3 августа 1998 года сотрудниками Skunk works (филиал Lockheed Martin) в Палмдейле, штат Калифорния, патент был получен 14 декабря 1999 года.
Лётные испытания AGM-158A с двигателем начались в ноябре 1999 года, а доводочные испытания ракеты — в январе 2001 года. Запуск в производство малой установочной серии был одобрен в декабре 2001 года, а в середине 2002 года, разработка JASSM официально вошла в стадию OT&E эксплуатационных испытаний и оценки Однако, две неудачи связанные с испытаниями боевой части в конце 2002 года задержали выполнение программы по крайней мере на три месяца. Тем не менее, в апреле 2003 года стендовая отработка была успешно завершена. Первые же два лётных испытания в мае 2003 года были аварийными по причинам связанным с двигателем и пусковым устройством. Окончательная сертификация готовности к войсковой эксплуатации на B-52 была получена в октябре 2003 года, при этом на будущее планировалась интеграция JASSM со всеми эксплуатирующимися в США ударными самолётами, включая: F-15E, F-16, F/A-18, F-35, B-1B, B-2 и B-52.
Согласно планам существовавшим на 2000 год предусматривалась закупка 4900 JASSM для ВВС и 453 ракеты для ВМС США, при стоимости серийного образца порядка 400 тыс. долларов США.
ВМС США, хотя и были партнёром по реализации программы JASSM, в отношении AGM-158 вели себя более сдержанно, чем в ВВС США отдав предпочтение AGM-84H/K SLAM-ER. Первоначально, закупка 450 JASSM была отложена на 2007 год, а в итоге, в 2005 году была отменена вообще. С 2006 финансового года ВМС перестали выделять средства и на ведение НИОКР по данной программе.
По состоянию на 2008 год потребности ВВС США в AGM-158 оценивались в 4900 ракет, начало полномасштабного производства базовой модификации AGM-158A было одобрено в мае 2004 года. К маю 2007 года около 600 ракет было поставлено подрядчиком для ВВС. 

### Задействованные структуры
Производство ракет было налажено на предприятиях подразделения корпорации Lockheed Martin Missiles and Fire Control Systems: электротехническом заводе в Окале, штат Флорида, где велось производство электронных программно-аппаратных комплексов системы управления полётом ракеты, и ракетном заводе в Трое, штат Алабама, отвечавшим за производство аэродинамических элементов и сборку ракет, инженерно-технические работы, регламентное обслуживание и другие работы проводятся на центральном научно-производственном учреждении подразделения в Орландо, штат Флорида. Помимо Lockheed как генерального подрядчика, 95 % поверхности фюзеляжа изготавливается из углеродного волокна на фабрике полимерных материалов компании Fiber Innovations, Inc., в Уолполе, штат Массачусетс. Кроме того, в производстве отдельных узлов, агрегатов, деталей и комплектующих были задействованы следующие коммерческие структуры:
- Металлические детали механической обработки — Klune Industries, Спэниш-Форк, Юта;
- Двигатель — Teledyne Continental Engine[англ.], Мобил, Алабама; Teledyne CAE, Толидо, Огайо; Williams International[англ.], Уоллед-Лейк, Мичиган;
- Штампованный металлический корпус двигателя из высокопрочных низколегированных сплавов — Wyman-Gordon Forgings[англ.], Вустер, Массачусетс;
- Телеметрическая аппаратура — L-3 Communications Telemetry & Instrumentation, Сан-Диего, Калифорния.

Центральный офис координации работ по программе JASSM располагался на авиабазе «Эглин» во Флориде.

### Закупки
В 2008 году с компанией Lockheed Martin был заключён седьмой по счёту контракт, стоимостью $107 млн, на производство ещё 111 ракет, после чего общее количество заказанных ракет составило 1053 единиц.

## Конструкция
Конструкция крылатой ракеты имеет нормальную аэродинамическую схему и является низкопланом со складывающимся аэродинамическими поверхностями (крылья и киль). В конструкции ракеты широко использованы композиционные материалы на основе углеродных волокон, корпус ракеты полностью выполнен из углепластика. В качестве силовой установки применяется одновальный, одноконтурный турбореактивный двигатель J402-CA-100 компании Teledyne CAE с усовершенствованными, по сравнению с исходным двигателем J402-CA-400 противокорабельной ракеты «Гарпун», компрессором и топливной системой. Система управления комбинированная, инерциальная с коррекцией накопленной ею ошибки по данным приёмника сигналов спутниковой навигационной системы NAVSTAR, на конечном участке траектории полёта может использоваться инфракрасная головка самонаведения (ИК ГСН) и программно-аппаратные средства автономного распознавания целей.

### Боевая часть
На JASSM использована унитарная проникающая боевая часть J-1000 (серийное обозначение WDU-42/B) массой около 450 кг. Корпус БЧ выполнен из вольфрамового сплава и снаряжён 109 кг высокоэффективного малочувствительного взрывчатого вещества AFX-757.
В донной части БЧ имеются вентиляционные отверстия и патентованное «термически-реактивное» стопорное кольцо. Стопорное кольцо освобождается при температуре около 140—150°С. Это обеспечивает продувку основного заряда через вентиляционные отверстия, исключающую накопление избыточного давления и отсутствие иной реакции на воздействие опасных факторов, кроме горения заряда.
Для инициирования БЧ используется программируемый взрыватель FMU-156/B (англ. Joint Programmable Fuze — единый программируемый взрыватель). Взрыватель электромеханического типа содержит 150 грамм взрывчатого вещества PBXN-9.
Использованные при разработке J-1000 решения и материалы позволили ей стать одним из первых боеприпасов прошедшим сертификацию на пониженную чувствительность и одновременно, получившим группу риска 1.2.3 по классификации опасности стандарта MIL-STD-2105.
Отношение массы БЧ к площади поперечного сечения 0,64. БЧ J-1000 при скорости 300 м/с может проникать в грунт средней плотности на глубину от 6,1 до 24,4 метров и пробивать железобетонные укрытия общей толщиной 1,2-2,1 метров.
При разработке, в зависимости от типа поражаемой цели, предполагалась возможность применения на ракете кассетной БЧ. Для снаряжения кассетной боевой части рассматривались суббоеприпасы BLU-97 GЕМ (комбинированного действия). О реализации данных планов на 2012 год информация отсутствует.

## Модификации
Разработана модификация AGM-158 JASSM-ER (AGM-158В), которая отличается от базовой версии ракеты увеличенными топливными баками, а также более экономичным двухконтурным турбореактивным двигателем Williams International F-107-WR-105 (на базе Williams F112, вместо прежнего одноконтурного). За счет этих улучшений, и продолжительного средневысотного участка JASSM-ER сможет поражать цели на расстоянии до 980 километров от места пуска. Своё официальное обозначение AGM-158B модификация получила в середине 2002 года, а контракт с ВВС США на разработку и демонстрацию JASSM-ER был заключен в феврале 2004 года.
Начало лётных испытаний планировалось на 2006 год, в серийном производстве ракета AGM-158В находится с середины 2008 года.

## Тактико-технические характеристики

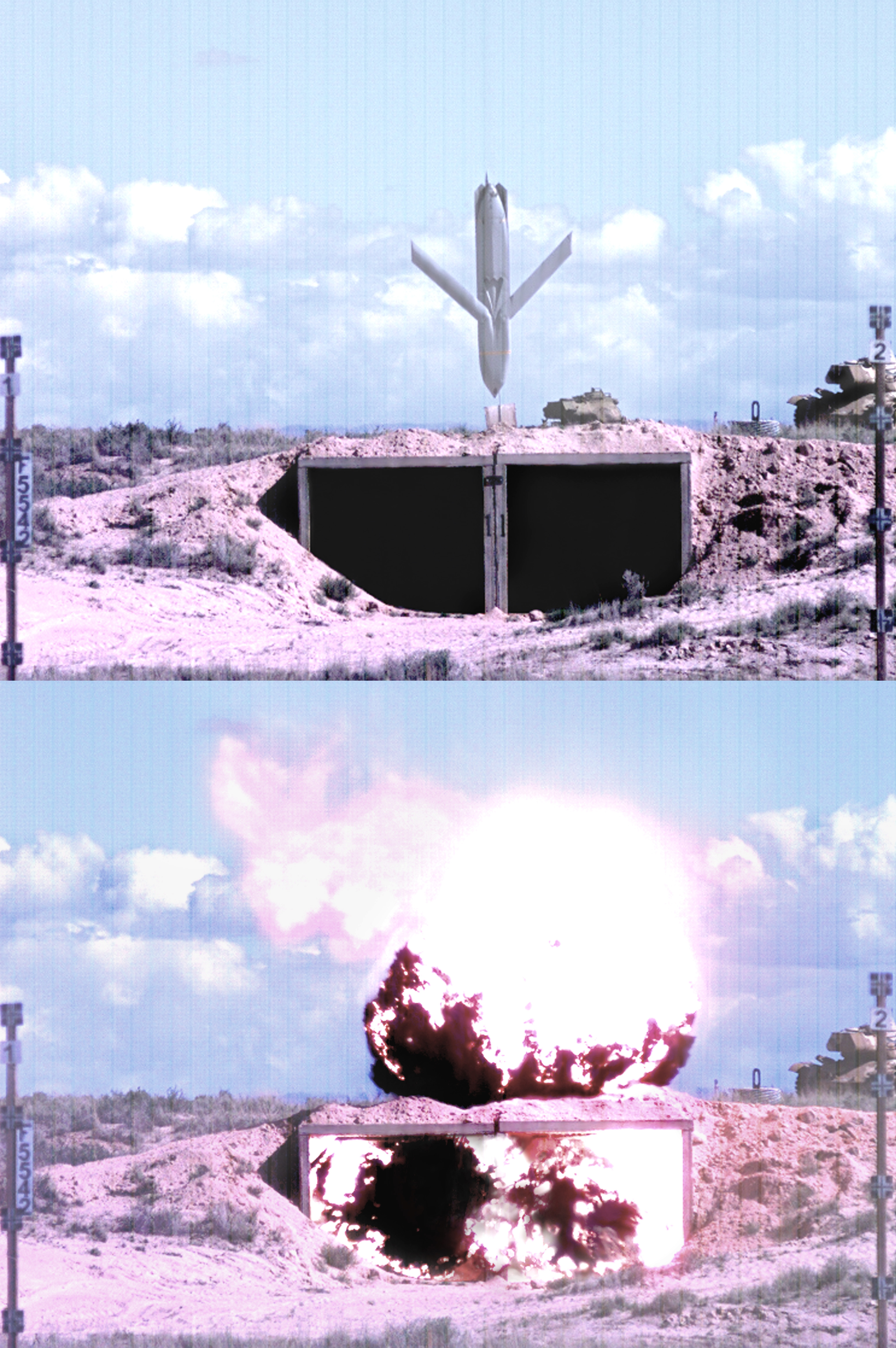

|                                  | AGM-158A JASSM                                                                                            | AGM-158B JASSM-ER                                                                                         |
| -------------------------------- | --- | --- |
| Начальная оперативная готовность | 2003 | 2010 |
| Дальность                        | 360 км | 980 км |
| Длина                            | 4,27 м | 4,27 м |
| Размах крыла                     | 2,4 м | 2,4 м |
| Сечение корпуса (В×Ш)            | 0,45×0,55 м                                                                                               | 0,45×0,55 м                                                                                               |
| Масса                            | 1020 кг                                                                                                   | |
| Скорость полёта                  | 775—1000 км/ч (0,65-0,85 М)                                                                               | 775—1000 км/ч (0,65-0,85 М)                                                                               |
| Маршевый двигатель               | ТРД Teledyne CAE J402-CA-100 (тяга 3,0 кН)                                                                | ТРДД Williams F107-WR-105                                                                                 |
| Боевая часть                     | WDU-42/B (J-1000) проникающая, 435-450 кг (ВВ: 109 кг AFX-757)                                            | WDU-42/B (J-1000) проникающая, 435-450 кг (ВВ: 109 кг AFX-757)                                            |
| Взрыватель                       | FMU-156/B «Единый программируемый взрыватель»                                                             | FMU-156/B «Единый программируемый взрыватель»                                                             |
| Система управления               | инерциальная (ИНС) с коррекцией по данным: ГНСС GPS, рельефометрии и ИК ГСН                               | инерциальная (ИНС) с коррекцией по данным: ГНСС GPS, рельефометрии и ИК ГСН                               |
| Точность (КВО)                   | 3 м | 3 м |
| Носители                         | B-52Н — 12 ракет B-1B — 24 ракеты B-2 — 16 ракет F-15E — 3 ракеты F-16C/D, F/A-18E/F, F-35C — по 2 ракеты | B-52Н — 12 ракет B-1B — 24 ракеты B-2 — 16 ракет F-15E — 3 ракеты F-16C/D, F/A-18E/F, F-35C — по 2 ракеты |